# Concurso de Saltos Internacional de Barcelona
El Concurso Internacional de Saltos de Barcelona (CSI de Barcelona), que en algunas ediciones ha sido el "Concurso de Saltos Internacional Oficial (CSIO) de España", es un acontecimiento deportivo de saltos que tiene lugar cada año en las instalaciones del Real Club de Polo de Barcelona. En los últimos años, hasta 2012, incluía la prueba final de la Promotional League de la Copa de las Naciones de Saltos. A partir del año 2013, incluye la nueva Furusiyya FEI Nations Cup Final.
En el torneo participan alrededor de 170 caballos y 75 jinetes y amazonas procedentes de 17 países del mundo. La cita tiene lugar habitualmente durante el mes de septiembre.

## Historia
El evento celebró su primera edición en 1902, por lo que es la competición deportiva más antigua de las que se disputan España. A lo largo de toda su historia tan sólo ha dejado de celebrarse en los años 1937, 1938 y 1939, a causa de la guerra civil española; entre los años 1988 y 1992, ambos incluidos, por cuestiones económicas; en 2018;[cita requerida] y en 2020 y 2021, por la pandemia de COVID-19.

## Pruebas
Además de la Copa de las Naciones de Saltos cuando el concurso es CSIO, las pruebas más importantes que se disputan son el Gran Premio Ciudad de Barcelona y la Copa de S.M. la Reina Longines.

### Palmarés
El palmarés de la prueba individual más importante, el Gran Premio Ciudad de Barcelona, es el siguiente:
| Año  | Jinete                                      | Caballo                    | País           |
| 1902 | Henry Leclerc                               | "Gilles"                   | Francia        |
| 1903 | Paul Burgade                                | "Lisse Fleuron"            | Francia        |
| 1904 | Capitán Moncada                             | "Talador"                  | España         |
| 1905 | M.F. de Rovira                              | "White"                    | España         |
| 1906 | Pedro Plandolit                             | "Montjoie"                 | España         |
| 1907 | Rafael de Bustos                            | "Comtesse - Bellevue"      | España         |
| 1908 | Teniente Balmori                            | "Aza"                      | España         |
| 1909 | René Ricard                                 | "Abricot"                  | Francia        |
| 1910 | René Ricard                                 | "Double R"                 | Francia        |
| 1911 | René Ricard                                 | "Double R"                 | Francia        |
| 1912 | Conde de Torrepalma                         | "Geranium"                 | España         |
| 1913 | Pedro Goyoaga                               | "Byorn"                    | España         |
| 1914 | Pedro Goyoaga                               | "Vendeen"                  | España         |
| 1915 | Pedro Goyoaga                               | "Cotorra"                  | España         |
| 1916 | Pedro Goyoaga                               | "Bucephale"                | España         |
| 1917 | Teniente Felipe Gómez Acebo                 | "Capadillo"                | España         |
| 1918 | Marqués de los Trujillos                    | "Vendeen"                  | España         |
| 1919 | Marqués de los Trujillos                    | "Vendeen"                  | España         |
| 1920 | Alfredo Sanz                                | "Talisman V"               | España         |
| 1921 | Fernando Barrón                             | "Rossbiff"                 | España         |
| 1922 | Pablo Montoya                               | "Jira"                     | España         |
| 1923 | Pablo Montoya                               | "Jira"                     | España         |
| 1924 | José Herrero                                | "Alí"                      | España         |
| 1925 | Capitán Carlos López Bourbon                | "Kurdo"                    | España         |
| 1926 | Capitán Alfonso Jurado                      | "Meseta"                   | España         |
| 1927 | Capitán Benigno Aguirre                     | "Eléctrico"                | España         |
| 1928 | Capitán Alfonso Jurado                      | "Meseta"                   | España         |
| 1929 | Julio García Fernández de los Ríos          | "Revistada"                | España         |
| 1930 | Capitán Alfonso Jurado                      | "Bagatela"                 | España         |
| 1932 | Capitán Ángel Somalo                        | "Royal"                    | España         |
| 1934 | Capitán Manuel Silió                        | "Elucidar"                 | España         |
| 1935 | Capitán Ángel Somalo                        | "Royal"                    | España         |
| 1936 | Capitán Ángel Somalo                        | "Royal"                    | España         |
| 1940 | Capitán Jaime García Cruz                   | "Tan Tan"                  | España         |
| 1941 | Comandante Joaquín Nogueras                 | "Elucidar"                 | España         |
| 1942 | Capitán Fernando López del Hierro           | "Nebly"                    | España         |
| 1943 | Francisco Goyoaga                           | "Tomillo"                  | España         |
| 1944 | Capitán Fernando López del Hierro           | "Nebly"                    | España         |
| 1945 | Capitán Carlos Kirkpatrik                   | "Lequeitio"                | España         |
| 1946 | Francisco Goyoaga                           | "Tomillo"                  | España         |
| 1947 | Alférez Isabelo Martínez Alcázar            | "Desfondar"                | España         |
| 1948 | Francisco Goyoaga                           | "Vergel"                   | España         |
| 1949 | Pierre Jonqueres d'Oriola                   | "Marquis III"              | Francia        |
| 1950 | Francisco Goyoaga                           | "Bala"                     | España         |
| 1951 | Francisco Goyoaga                           | "Menorca"                  | España         |
| 1952 | Comandante Álvaro Fernández Muñiz           | "Chispa"                   | España         |
| 1953 | Capitán Cavaleiro                           | "Invento"                  | Portugal       |
| 1954 | Francisco Goyoaga                           | "Bayamo"                   | España         |
| 1955 | Teniente coronel Joaquín Nogueras           | "Fogarata"                 | España         |
| 1956 | Comandante Álvaro Fernández Muñiz           | "Fagulha"                  | Portugal       |
| 1957 | Francisco Goyoaga                           | "Thora"                    | España         |
| 1958 | Francisco Goyoaga                           | "Sea Leopard"              | España         |
| 1959 | Francisco Goyoaga                           | "Sea Leopard"              | España         |
| 1960 | Capitán Juan Nárdiz                         | "Ixión"                    | España         |
| 1961 | Francisco Goyoaga                           | "Rififí"                   | España         |
| 1962 | Capitán Piero D'Inzeo                       | "The Rock"                 | Italia         |
| 1963 | Marc Bertrand de Balanda                    | "Sultán"                   | Francia        |
| 1964 | Francisco Goyoaga                           | "Kif Kif"                  | España         |
| 1965 | Marc Bertrand de Balanda                    | "Labrador"                 | Francia        |
| 1966 | Capitán Enrique Martínez de Vallejo         | "Opium"                    | España         |
| 1967 | Alfredo Goyeneche Moreno                    | "On Dit"                   | España         |
| 1968 | Conde de Galiano                            | "Prometteur"               | España         |
| 1969 | Luis Álvarez Cervera                        | "Bampur"                   | España         |
| 1970 | Hans Günter Winkler                         | "Torphy"                   | Alemania       |
| 1971 | Sarah Dawes                                 | "The Maverick III"         | Reino Unido    |
| 1972 | Luis Álvarez Cervera                        | "Val de Loire"             | España         |
| 1973 | Alfonso Segovia                             | "Tic Tac"                  | España         |
| 1974 | Hans Günter Winkler                         | "Torphy"                   | Alemania       |
| 1975 | Alison Ward                                 | "Pleeman"                  | Reino Unido    |
| 1976 | Duque de Aveiro Luis Jaime Carvajal y Salas | "Kurfürst"                 | España         |
| 1977 | Teniente coronel Piero D'Inzeo              | "Easter Light"             | Italia         |
| 1978 | Daniel Constant                             | "Danoso"                   | Francia        |
| 1979 | Luis Álvarez Cervera                        | "Romeo"                    | España         |
| 1980 | Alejandro Zambrano                          | "Speed"                    | España         |
| 1981 | Luis Álvarez Cervera                        | "Izalco"                   | España         |
| 1982 | Pierre Delcourt                             | "Sami"                     | Bélgica        |
| 1983 | Michael Whitaker                            | "Overton Amanda"           | Reino Unido    |
| 1984 | John Whitaker                               | "Hopcotch"                 | Reino Unido    |
| 1985 | Michel Ferverss                             | "Santa Claus"              | Alemania       |
| 1986 | Xavier Leredde                              | "Jalisco B"                | Francia        |
| 1987 | Manuel Malta da Costa                       | "Nacar de Tupot"           | Portugal       |
| 1993 | Fernando Fourcade                           | "Sant Patrignano Ryon"     | España         |
| 1994 | Markus Fuchs                                | "Blue Point"               | Suiza          |
| 1995 | Nick Skelton                                | "Everest Showtime"         | Reino Unido    |
| 1996 | Paul Darragh                                | "Cera"                     | Irlanda        |
| 1997 | Klaus Reinacher                             | "Leo K"                    | Alemania       |
| 1998 | Jacobo Maldonado                            | "My Blood"                 | España         |
| 1999 | Fernando Sarasola                           | "Ennio"                    | España         |
| 2000 | Johan Philippaerts                          | "Premium de Laubry"        | Bélgica        |
| 2001 | Scott Smith                                 | "Cabri d'Ell"              | Reino Unido    |
| 2002 | William Funnell                             | "Amber du Montois"         | Reino Unido    |
| 2003 | Bruno Broucqsault                           | "Dileme de Cephe"          | Francia        |
| 2004 | Heinrich-Hermann Engemann                   | "Aboyeur W"                | Alemania       |
| 2005 | Gerco Schöder                               | "Eurocommerce Milano"      | Países Bajos   |
| 2006 | Michael Whitaker                            | "Insul Tech Portofino 63"  | Reino Unido    |
| 2007 | Ricardo Jurado                              | "Procasa Julia des Brumes" | España         |
| 2008 | Gerco Schöder                               | "Eurocommerce Milano"      | Países Bajos   |
| 2009 | Jessica Kürten                              | "Castle Forbes Cosma"      | Irlanda        |
| 2010 | Billy Twomey                                | "J'Taime Flamenco"         | Irlanda        |
| 2011 | Eric Lamaze                                 | "Atlete Van't Heike"       | Canadá         |
| 2012 | Julien Epaillard                            | "Monalisa Ls"              | Francia        |
| 2013 | Patrice Delaveau                            | "Carinjo Hdc"              | Francia        |
| 2014 | Kent Farrincton                             | "Uceko"                    | Estados Unidos |
| 2015 | Denis Lynch                                 | "All Star"                 | Irlanda        |
| 2016 | Darragh Kenny                               | "Go Easy de Muz"           | Irlanda        |
| 2017 | Pieter Devos                                | "Claire Z"                 | Bélgica        |
| 2019 | Pieter Devos                                | "Jade v. Bisschop"         | Bélgica        |
| 2022 | Andre Thieme                                | "Conacco"                  | Alemania       |
| 2023 | Julien Épaillard                            | "Donatello D’Auge"         | Francia        |
| 2024 | Michael Pender                              | "Hhs Calais"               | Irlanda        |

El jinete más laureado en la historia del concurso es el español Francisco Goyoaga, que ha ganado el Gran Premio Ciudad de Barcelona en once ocasiones: 1943, 1946, 1948, 1950, 1951, 1954, 1957, 1958, 1959, 1961 y 1964.